# Diamagnetism

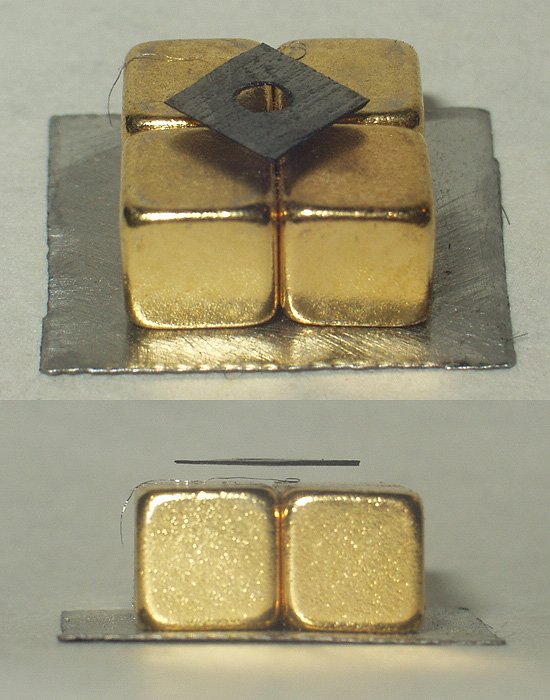
Grafit pirolitic în levitaţie

Diamagnetismul este proprietatea unui obiect, care se manifestă prin apariția unui câmp magnetic în opoziție cu un câmp magnetic aplicat din exterior. Mai exact, un câmp magnetic extern modifică viteza de rotație a electronilor în jurul nucleului atomic, astfel se schimba momentul magnetic al dipolului magnetic într-o direcție opusă direcției câmpului magnetic exterior. Materialele diamagnetice sunt materiale cu permeabilitate magnetică mai mică decât {\displaystyle \mu _{0}} (o permeabilitate relativă mai mică decât 1).
Prin urmare, diamagnetismul este o formă de magnetism, care se manifestă în prezența unui câmp magnetic extern. Acesta este, în general, destul de slab la cele mai multe materiale, spre deosebire de superconductori, care manifestă un efect puternic.

## Proprietățile diamagnetice ale materialelor
| Material         | χm=Km-1 x 10-5 |
| ---------------- | -------------- |
| Bismut           | -16.6          |
| Carbon (diamant) | -2.1           |
| Carbon (grafit)  | -1.6           |
| Cupru            | -1.0           |
| Plumb            | -1.8           |
| Mercur           | -2.9           |
| Argint           | -2.6           |
| Apa              | -0.91          |

Toate materialele prezintă un comportament diamagnetic sub acțiunea unui câmp magnetic exterior. De fapt, diamagnetismul este un fenomen foarte general, pentru că toți electronii pereche, inclusiv electronii de bază (electroni care nu sunt pe stratul de valență), vor aduce totdeauna o slabă contribuție la răspunsul diamagnetic al materialului. Cu toate acestea, pentru materialele care prezintă o altă formă de magnetism (cum ar fi feromagnetism sau paramagnetism), diamagnetismul este foarte slab. Substanțele care prezintă îndeosebi caracterul diamagnetic sunt denumite materiale diamagnetice, sau diamagneți. Materialele diamagnetice sunt acelea pe care, în general, "non-fizicieni" le consideră a fi nemagnetice, și includ apa, lemn, cei mai mulți compuși organici ca petrolul și unele materiale plastice, și multe metale inclusiv cupru, în special cele grele cu mulți electroni de baza, cum ar fi mercurul, aurul și bismutul.
Materialele diamagnetice au o permeabilitate magnetică relativă  mai mică decât 1, astfel susceptibilitatea magnetică este mai mică decât 0, și sunt, prin urmare, respinse de câmpurile magnetice exterioare. Totuși, pentru că diamagnetismul este o proprietate slabă, efectele sale nu sunt observabile în viața de fiecare zi. De exemplu, susceptibilitatea magnetică a materialelor diamagnetice, cum ar fi cea a apei este {\displaystyle \ \chi _{v}} = −9.05×10−6. Cel mai puternic material diamagnetic  este bismutul, {\displaystyle \ \chi _{v}} = −1.66×10−4, desi grafitul pirolitic poate avea o susceptibilitate {\displaystyle \ \chi _{v}} = −4.00×10−4. Totuși, aceste valori sunt cu câteva ordine de mărime mai mici decât magnetismul manifestat de materialele paramagnetice și feromagnetice.